# شهدطوطی بال‌سیاه
شهدطوطی بال‌سیاه (نام علمی: Eos cyanogenia) نام یک گونه از سرده طوطی‌های شفق است.